# Talpijotský hrob

Nápis „Yeshua` bar Yehosef“ (Ježíš, syn Josefův)

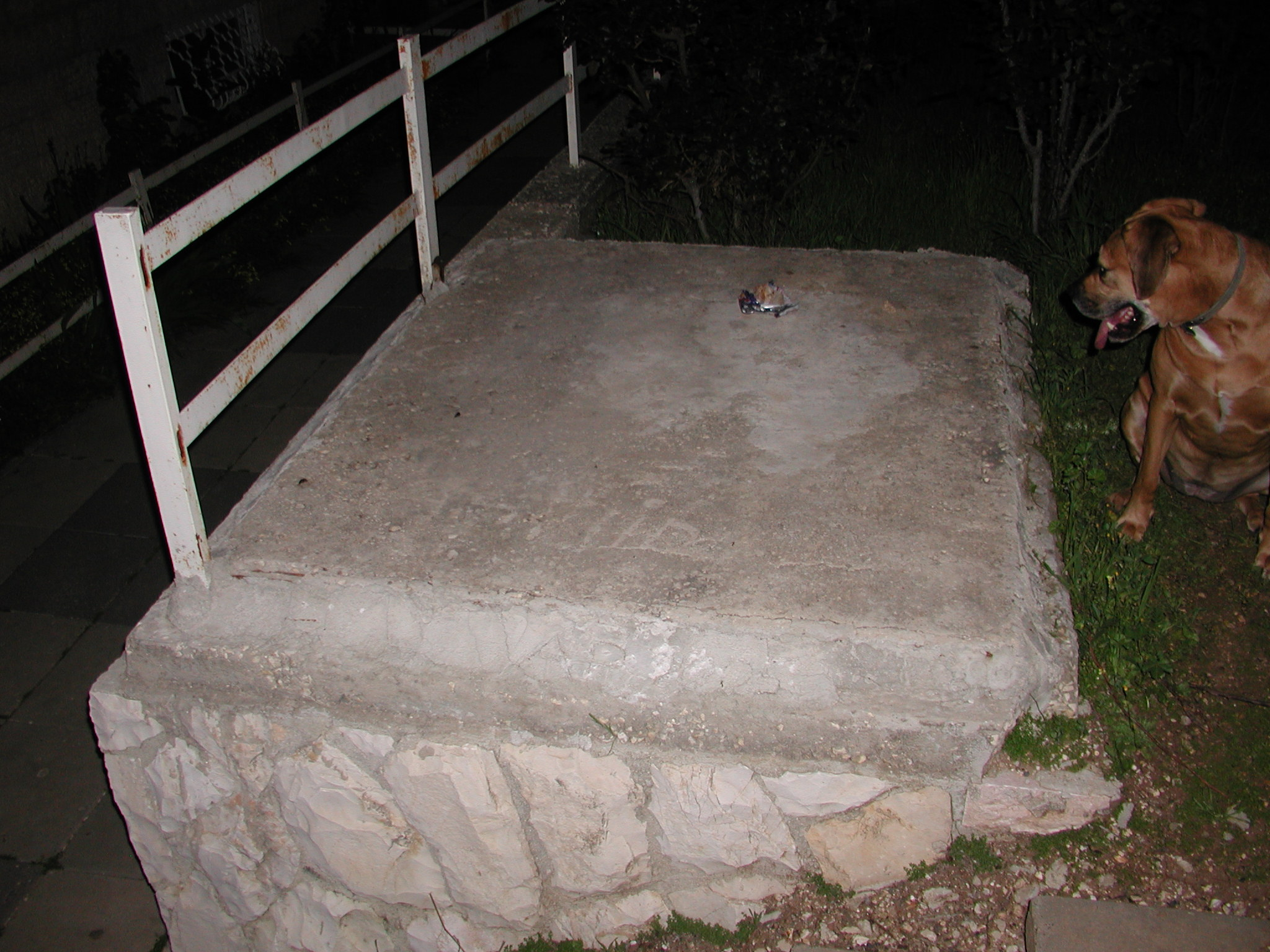
Betonová deska zakrývající hrob

Talpijotský hrob je hrob vytesaný ve skále, objevený roku 1980 v obvodu východního Talpijotu, pět kilometrů jižně od jeruzalémského Starého Města. Obsahoval deset osuárií (pohřebních schránek na kosti), šest z nich označených nápisy, z nichž jeden byl rozluštěn jako „Ježíš, syn Josefův“, ačkoli o správnosti tohoto výkladu se vedou spory. V hrobě se našly různé lidské pozůstatky a rytiny.
Zpráva o talpijotském nálezu byla poprvé publikována v roce 1994 v „Katalogu židovských osuárií ve sbírkách státu Izrael“ pod čísly 701-709. Poprvé o něm odborníci diskutovali v britských médiích v březnu a dubnu 1996. Později téhož roku o něm vyšel článek ve 29. svazku Atiquot, časopisu Izraelského památkového úřadu. V roce 2007 natočil kanadský dokumentarista James Cameron a investigativní novinář Simcha Jacobovici kontroverzní dokumentární film Ztracený Ježíšův hrob. Jacobovici spolu s Jamesem Pellegrinem též vydali knihu Hrob Ježíšovy rodiny. V ní předkládají konkrétní nálezy jako důkaz, že v tomto hrobě byl pohřben Ježíš Nazaretský a některé další postavy z Nového zákona. Toto tvrzení však mnozí archeologové a teologové popírají, stejně jako jazykovědci a biblisté.